# Paso
För andra betydelser, se Paso (olika betydelser).
Paso (spanska för gångart) är en gångart som kan existera hos vissa hästar utöver de vanliga skritt, trav och galopp. Paso-gångarten är en fyrtaktig gångart som finns i tre olika hastigheter som kallas "paso corto", "paso fino" och "paso largo" Gångarten finns nästan uteslutet hos rasen Paso Fino från Sydamerika. Den peruanska pasohästen har även en gångart som kallas Paso Llano
Pason är fyrtaktig med minimala stötar vilket gör den bekväm för ryttaren att rida. Benen rör sig rytmiskt och med jämna mellanrum mellan hovslagen. Det finns tre olika varianter av gångarten. 
- Paso Corto - Lös och ledig gångart och långsammast av de tre.
- Paso Fino - Samlade rörelser och medelhastighet med höga benlyft.
- Paso Largo - Snabbast av de tre varianterna och liknar vanlig galopp.
- Paso Llano - Unik för den peruanska pasohästen och är en mjuk gångart som liknar tölt.